# Rhytidoponera enigmatica
Rhytidoponera enigmatica is een mierensoort uit de onderfamilie van de Ectatomminae. De wetenschappelijke naam van de soort is voor het eerst geldig gepubliceerd in 1980 door Ward.